# 550號美國國道
550號美國國道（U.S. Route 550），是50號美國國道支線，從新墨西哥州的伯納利歐到科羅拉多州的蒙特羅斯。其中從錫爾弗頓到烏雷的路段通常被稱為「百萬美元公路」。

## 相關道路
- 50號美國國道
- 150號美國國道
- 250號美國國道
- 350號美國國道
- 450號美國國道
- 650號美國國道

## 外部連結
- Endpoints of U.S. Highway 550 （页面存档备份，存于）